# Onthophagus yunnanus
Onthophagus yunnanus là một loài bọ cánh cứng trong họ Bọ hung (Scarabaeidae).